# Montgomery County (Alabama)
Montgomery County is een county in de Amerikaanse staat Alabama.
De county heeft een landoppervlakte van 2.045 km² en telt 223.510 inwoners (volkstelling 2000). De hoofdplaats is Montgomery.

## Bevolkingsontwikkeling

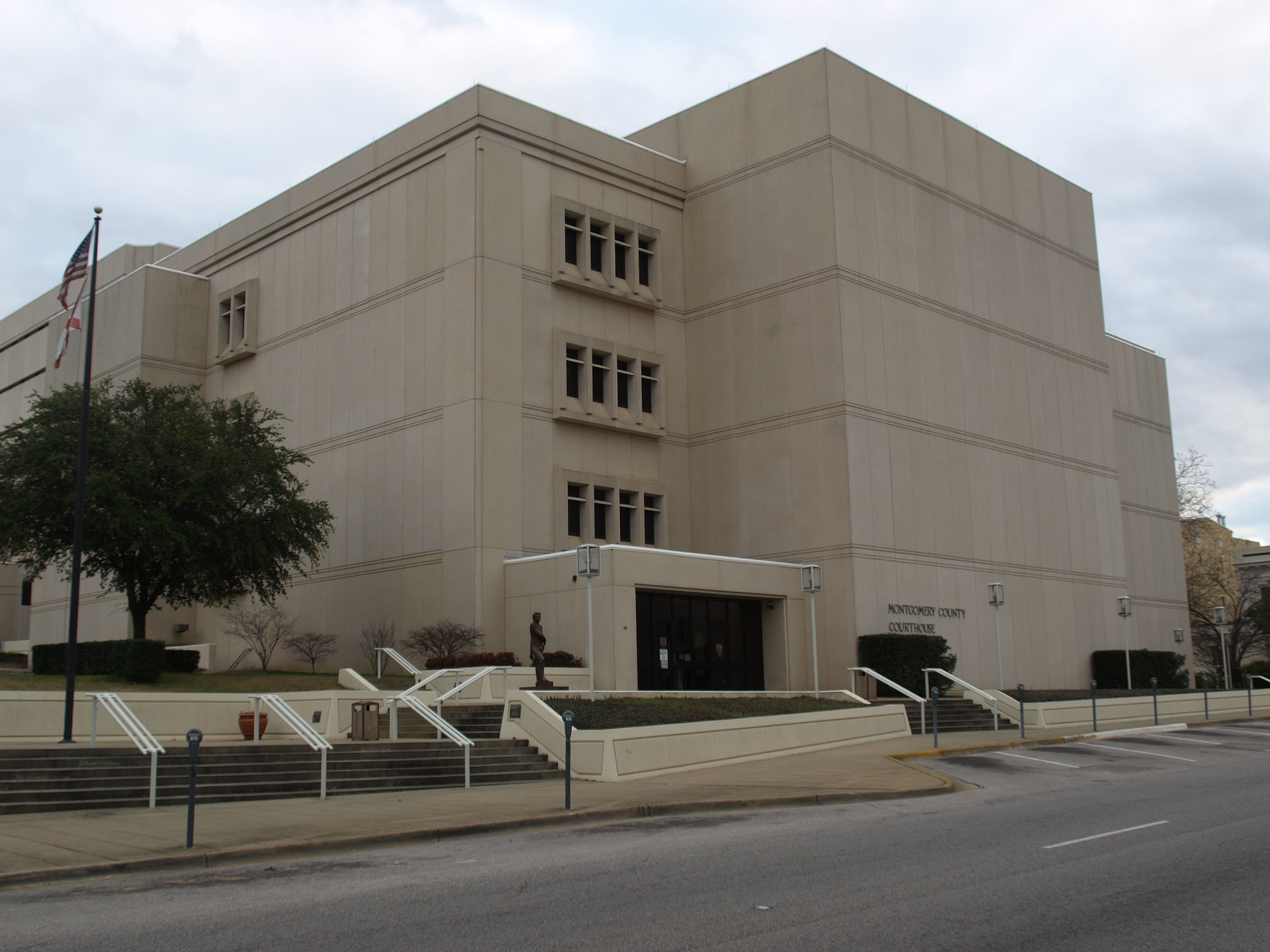
Montgomery County Courthouse